# オバリン・スミス
オバリン・スミス（Oberlin Smith、1840年3月22日 - 1926年7月19日）は、アメリカ合衆国の電気技術者、発明家。

## 業績
1888年に磁気録音の原理を発表したものの、当時の技術水準では実用化できず、10年後の1898年にデンマークのヴォルデマール・ポールセンによって鋼線式磁気録音機が実用化された。
数々の発明をして特許を取得した。その分野は硬貨の刻印機や玩具やゲームなど、多岐に渡る。

## 特許
- アメリカ合衆国特許第 569,805号
- アメリカ合衆国特許第 1,362,642号
- アメリカ合衆国特許第 1,130,207号
- アメリカ合衆国特許第 650,429号
- アメリカ合衆国特許第 1,520,608号
- アメリカ合衆国特許第 1,420,584号
- アメリカ合衆国特許第 1,273,686号
- アメリカ合衆国特許第 790,462号
- アメリカ合衆国特許第 968,608号
- アメリカ合衆国特許第 912,194号
- アメリカ合衆国特許第 1,198,075号
- アメリカ合衆国特許第 574,227号